# چارلز شوچرت
چارلز شوچرت (انگلیسی: Charles Schuchert؛ ۳ ژوئیه ۱۸۵۸ – ۲۰ نوامبر ۱۹۴۲ (۸۴ ساله)) دانشمند در زمینه دیرینه‌شناسی اهل ایالات متحده آمریکا بود.